# Фичит
Фичит е една от 76-те провинции на Тайланд. Столицата ѝ е едноименния град Фичит. Населението на провинцията е 572 989 жители (2000 г. – 43-та по население), а площта 4531 кв. км (47-а по площ). Намира се в часова зона UTC+7. Разделена е на 12 района, които са разделени на 89 общини и 852 села.